# Hydroptila jackmanni
Hydroptila jackmanni är en nattsländeart som beskrevs av Blickle 1963. Hydroptila jackmanni ingår i släktet Hydroptila och familjen smånattsländor. Inga underarter finns listade i Catalogue of Life.